# Горња Слабиња
Горња Слабиња је насељено мјесто у општини Костајница, Република Српска, БиХ. Према попису становништва из 1991. у насељу је живјело 154 становника.

## Географија
Територија насеља Горња Слабиња се налази у вишем предјелу општине Костајница и са сусједним селима изнад Костајнице и Тавије образује тзв. Горњи Плато. То је брежуљкасто-брдско подручје, које је испресјецано мањим водотоцима и потезима шума и чистина. Овај брдски простор је богат шумама (истичу се шуме питомог кестена).

## Физиономија насеља
Ово насеље је насеље руралног типа, што значи да већина њених житеља се баве неким обликом пољопривредне производње. Тип насеља је разбијено насеље или насеље руралног типа. Правац пружања насеља није јасно дефинисан. Удаљеност од подручног центра Костајнице се креће у распону од 7 km.

## Пољопривреда
Главна економска активност овог подручја је пољопривреда. Сем ратарства (кукуруз и пшеница) и сточарства (краве и овце), доминантно је и воћарство (јабука и малина).

## Култура
У Горњој Слабињи одржава Васкршњи турнир у малом фудбалу сваке године на сам дан Васкрса.

## Становништво
| Демографија | Демографија | Демографија |
| Година      | Становника  | Становника  |
| ----------- | ----------- | ----------- |
| 1948.       | 265         |             |
| 1953.       | 245         |             |
| 1961.       | 253         |             |
| 1971.       | 242         |             |
| 1981.       | 213         |             |
| 1991.       | 154         |             |